# Condado de los Alixares
El condado de los Alixares fue un título nobiliario español creado por el rey Juan Carlos I de España el 7 de octubre de 1994, con carácter vitalicio, a favor de Emilio García Gómez, arabista y traductor español.

## Designación
Su nombre se refiere al desaparecido palacio de los Alijares, situado en la ciudad de Granada, en la provincia del mismo nombre.

## Armas
De merced nueva.

## Condes de los Alixares
|                            | Titular                    | Periodo                    |
| Creación por Juan Carlos I | Creación por Juan Carlos I | Creación por Juan Carlos I |
| -------------------------- | -------------------------- | -------------------------- |
| I                          | Emilio García Gómez        | 1994-1995                  |

## Historia de los condes de los Alixares
- Emilio García Gómez (1905-1995), I conde de los Alixares.

1. Casó con María Luisa Fuertes Grasa.